# Federação Internacional de Automobilismo Esportivo
A Federação Internacional de Automobilismo Esportivo (Fédération Internationale du Sport Automobile, conhecida como FISA) foi o órgão de gestão de eventos de automobilismo, fundada em 1922, quando a Fédération Internationale de l'Automobile (FIA) delegou à organização de corridas de automóvel para a Comissão Sportive Internationale de la FIA (CSI), uma comissão autônoma que se tornaria mais tarde a FISA. A reestruturação da FIA em 1993, levou ao desaparecimento da FISA, colocando o automobilismo sob gestão direta da FIA.
Sede: 8, Place de la Concorde, 75008, Paris, França